# Festival Handiclap
Le festival Handiclap est une manifestation créée en 1987 sous l'impulsion de l'APAJH 44, Association Pour Adultes et Jeunes Handicapés de Loire-Atlantique. Cet événement pluridisciplinaire est unique à l’échelle des APAJH. Les premières années le festival Handiclap proposait des projections de films suivies de débat. En 1991, il élargit et diversifia sa programmation aux arts et spectacles. En 2014, le Festival Handiclap proposait pour sa 27e édition des spectacles de danse, concerts musicaux, des représentations de cirque et théâtre, des ateliers et expositions d'arts plastiques.

## Historique
Le festival a pour objectif de favoriser l’accès à la culture pour tous, l'inclusion des personnes handicapées dans la cité et mêle artistes et spectateurs valides et en situation de handicap au sein des différentes programmations culturelles et artistiques proposées. « Handiclap » fait partie des festivals Culture et handicap recommandées par le Ministère de la Culture,, il accueille chaque année entre 3 000  et   4 000 spectateurs, les associations et organismes du secteur médico-social, et les artistes et compagnies de tout horizon.
Ce festival a pour but d’aborder de manière festive la question du handicap et d’inviter à échanger de manière originale. L’objectif étant de sensibiliser le public à la question du handicap et de modifier les regards tout en permettant à chacun d’accéder à la culture. Comme le précise sa devise : « la culture par tous et pour tous », l’association cherche à montrer la richesse que peut apporter la différence. Ainsi, cet événement contribue fortement à faire reconnaître pour chaque individu en situation de handicap, sa qualité de citoyen pleine et entière.
Auparavant dans différentes villes, depuis 2012, le festival se recentre sur Nantes et se déroule désormais du jeudi au dimanche, généralement le troisième week-end de mars. La programmation est prévue à destination des scolaires et des  jeunes d'établissements spécialisés, le jeudi et vendredi, avec des ateliers organisés le matin et des spectacles jeune public organisés l'après-midi. Le week-end, les spectacles sont à destination des familles. La programmation est variée, elle comprend de l'art de rue, de la danse, du théâtre, des marionnettes, des arts du cirque, des spectacles humoristiques et des concerts.
Ces spectacles se déroulent sur l'Esplanade des Riveurs, près des Machines de l'Île de Nantes sous des chapiteaux installés pour l'occasion par le collectif Quai des Chaps.

## Évolution
C'est en 1987 que naît le Festival Handiclap, son nom a pour but de rappeler le « Clap » du cinéma car c'est dans ce lieu que le Festival fera ses premiers pas. En effet, tout commence par un partenariat avec Le Concorde qui était le seul cinéma accessible à l'époque. Les quatre années suivantes, le festival était constitué de 5 à 7 projections de films suivies de débats.
À partir de 1994, le Festival se met  à accueillir des groupes de musique et des jeunes personnes handicapées venues faire partager leur talent artistique.
En 1995, des jeunes d'un établissement APAJH s'associent pour la première fois avec des jeunes issus d'un autre établissement dans le cadre de leur participation à un atelier de cirque sur Rezé.
En 1997, des expositions sont organisées grâce aux financements de mécènes privés. Puis, en 1999, un conte fantaisiste visuel et sonore est réalisé pour les enfants des centres APAJH.
En 2009, Handiclap et l’APAJH 44 accueillent une délégation de l’Association pour handicapés moteurs de Rufisque au Sénégal.
En 2012, Handiclap passe de 10 jours à 4 jours de festivités. Désormais il ne se déroule plus dans une dizaine de villes partenaires mais il se recentre sur Nantes. Ainsi, d'autres manifestations sont organisées sur toute l'année grâce à la création d'un label « Handiclap ».

## Éditions

### Années 1980
1re édition du Festival Handiclap en 1988 - L'association APAJH et son partenaire le cinéma « Le Concorde » à Nantes, ont organisé une projection de cinq films suivi d'un débat avec les spectateurs.
2e édition du Festival Handiclap en 1989, une projection de films

### Années 1990
3e édition du Festival Handiclap en 1990, une projection de films
4e édition du Festival Handiclap du 5 au 7 avril 1991
5e édition du Festival Handiclap en 1992
6e édition du Festival Handiclap du 29 janvier au 6 février 1993 sur le thème  « Comprendre c'est déjà agir »... L'Apajh et la Mairie de Nantes présentent le 6e Festival Handiclap se déroulant aux cinémas Gaumont, Concorde, à la salle Vasse, à la Manufacture.
7e édition du Festival Handiclap en 1994 avec le jazzman Michel Petrucciani
8e édition du Festival Handiclap en 1995
9e édition du Festival Handiclap en 1996
10e édition du Festival Handiclap en 1997 sur le thème de la photo en partenariat avec la FNAC, avec la présence du photographe Giacomelli, photographe italien des minorités, Bavcar, photographe aveugle, Gerard Morin dessinateur peintre. Des expositions furent organisées par l’Atelier 3 (J.L Bernard) et le MADmusée de Liège (Belgique).
11e édition du Festival Handiclap en 1998 avec Armel Plunier du "THEATRE SONORE", JY TUAL comédien.
12e édition du Festival Handiclap en 1999 avec JY TUAL comédien

### Années 2000
13e édition du Festival Handiclap, c'est à partir de l'an 2000 que le festival s'élargit sur le plan géographique, il se déroule dans près de 15 villes et sur une durée de 10 jours
14e édition du Festival Handiclap en 2001 avec JY TUAL comédien
15e édition du Festival Handiclap en 2002
16e festival Handiclap du 12 au 22 mars 2003 avec JY TUAL comédien
17e édition du Festival Handiclap en 2004 à la « Manufacture » à Nantes, avec la plasticienne Véronique Boulde - Expo « Entre-deux, silence de vie »
18e édition du Festival Handiclap en 2005 avec la compagnie TAMBOUR BATTANT, créateur du spectacle de clôture du festival[source insuffisante]

#### 19eédition
19e édition du Festival Handiclap du 1er au 8 avril 2006 sur le thème « La Fête dans toutes ses dimensions » : 26 événements animés par plus de 200 choristes et musiciens, 100 artistes et 800 œuvres, des rencontres sportives, de loisirs et des soirées théâtrales, musicales et de danse[source insuffisante].

#### 20eédition
20e édition du Festival Handiclap du 20 et le 30 mars 2007 sur le thème du Cinéma, à cette occasion une fresque de près de 4 m de large a été réalisée par le public et les artistes dans les locaux du Conseil Général de Loire-Atlantique à Nantes, avec Stéphane Pécault, Laurent Fallot, Houssou Audrey-Roch gagne le 1er prix du festival, il aura réalisé un court métrage avec l'association Makiz'art et l'IME de Montaigu
intitulé "C'est quoi le bonheur"

#### 21eédition
21e édition du Festival Handiclap du 15 au 23 mai 2008 sur le thème "Terre Océan... la transition", avec la projection de courts-métrages, des expositions, la compagnie de danse Aramis,,.

#### 22eédition
22e édition du Festival Handiclap du 2 mars au 4 avril 2009 sur le thème « Amitiés sans frontières », Le Festival Handiclap se déroulait pour la 1re fois sur l’Ile de Nantes sous chapiteau. Les spectacles et animations proposés : Arapaziada, "Les Explorateurs de Temps" du Centre Chorégraphique National de Nantes avec Claude Brumachon, Benjamin Lamarche et Baldescal.

### Années 2010

#### 23eédition
23e édition du Festival Handiclap du 19 mars au 27 mars 2010. Le Conseil général de Loire-Atlantique reçoit à l'occasion des 40 ans de l'Association Pour Adultes et Jeunes Handicapés (APAJH) une exposition ayant pour thème « la prise en charge des personnes handicapées en Loire-Atlantique entre 1970 et 2010 : l'expérience de l'APAJH 44 », soirée bilingue français-langue des signes le 20 mars 2010 à la Barakason, à Rezé, au programme également Dr Love, le Court metrage de Bertrand Retailleau, coproduit par le Conseil Régional des Pays de la Loire et l’APAJH 44 - 1er Prix du Concours de scénarios "Lycée Nario" du Festival Handiclap 2010.

#### 24eédition
24e édition du Festival Handiclap sur le thème « Surprenants Voyageurs » du 24 mars au 2 avril 2011, 55 animations étaient proposées sur 16 communes de la Métropole Nantes Saint-Nazaire.
Les associations, artistes et compagnies dont L'association Aimelsf des sourds et malentendants,.

#### 25eédition
25e édition du Festival Handiclap du 15 mars au 18 mars 2012, 48 animations étaient proposées sur 15 communes de la Métropole Nantes Saint-Nazaire : Nantes, Blain, Carquefou, Indre, La Montagne, Le Pellerin, Orvault, Rezé, Sainte Luce sur Loire, Saint-Herblain, Saint-Nazaire, Saint Sébastien sur Loire, Sucé sur Erdre, Thouaré sur Loire, Saint Brévin les Pins en la présence pour l'ouverture de la sénatrice Michelle Meunier et de M. Jean-Marc Ayrault  Député-Maire de Nantes,,,

#### 26eédition
26e édition du Festival Handiclap du 14 au 17 mars 2013 : 35 spectacles et ateliers sous deux chapiteaux proposés au Parc des Chantiers à Nantes,,,

#### 27eédition
La 27e édition du Festival Handiclap s'est déroulée du 27 au 30 mars 2014 à Nantes : 24 spectacles et ateliers étaient proposés dont 2 représentations pour les jeunes enfants qui ont accueilli 27 établissements scolaires de la région,,,.

#### 28eédition
La 28e édition du Festival Handiclap s'est déroulée du 26 au 29 mars 2015 à Nantes : 31 spectacles et ateliers étaient proposés durant 4 jours et 496 spectateurs issus de 16 établissements scolaires et du médico-social ont pu assister aux 2 spectacles et 6 ateliers dédiés au jeune public.

#### 29eédition
La 29e édition du Festival Handiclap s'est déroulée du 17 au 20 mars 2016 à Nantes : 21 spectacles et ateliers étaient proposés durant ces 4 jours, 40 établissements spécialisés étaient présents aux spectacles jeune public.

## Médiathèque
- Colloque Libertés & handicaps / Miguel Benasayag, Danielle Moyse, Élisabeth Zucman, [et al.], participants : Colloque organisé dans le cadre du Festival Handiclap - 4 DVD vidéo monofaces simple couche zone 2 (5 h 45 min) : 4/3, coul. (PAL), son., stéréo, Nantes, Rezé : Éd. d'un Monde à l'autre, éd., distrib, 2011, FRBNF42477479 éd. (lire en ligne)